# Shout at the Devil
Shout at the Devil é o segundo álbum de estúdio da banda de heavy metal Mötley Crüe, lançado em 26 de Setembro de 1983. É sucessor do Too Fast for Love. As faixas "Looks that Kill" e "Too Young to Fall in Love" junto com a faixa-título "Shout at the Devil" fizeram um grande sucesso nos EUA entre 1983 e 1984.
O álbum foi apontado por grupos fundamentalistas cristãos como satanista, por conta da faixa-título e da capa original, que continha um pentagrama invertido. No entanto o mesmo não possui uma proposta de adoração ao diabo, mas sim de revolução contra líderes políticos opressores, representados pela figura do diabo. Um mote que era sempre repetido pela banda em resposta a essas críticas era: "Shout AT the devil, not WITH."("Grite CONTRA o diabo, não COM ele").
A estética visual da banda tornou-se mais chamativa: além dos tradicionais cabelos armados, foram adicionadas maquiagem pesada, fantasias de couro e botas com salto, dando aos músicos o aspecto de guerreiros de um mundo pós-apocalíptico.
Conforme revelado pelo Mötley Crüe anos mais tarde, tanto a temática lírica quanto a estética foram inspiradas nos filmes Mad Max 2 e Fuga de Nova York, aos quais os integrantes assistiam repetidamente em meados de 1981, quando moravam no mesmo apartamento.

## Recepção comercial e legado
| Críticas profissionais                                                      | Críticas profissionais |
| Avaliações da crítica                                                       | Avaliações da crítica  |
| Fonte                                                                       | Avaliação              |
| --------------------------------------------------------------------------- | ---------------------- |
| allmusic                                                                    | [ 1 ]                  |
| Robert Christgau                                                            | (D)                    |
| Rolling Stone                                                               | [ 3 ]                  |
| Esta tabela precisa de ser acompanhada por texto em prosa. Consulte o guia. |                        |

Shout at the Devil ganhou 4 discos de platina (vendeu mais de 4 milhões de cópias). A segunda capa do álbum, contendo os rostos dos quatro integrantes (que posteriormente substituiu a original por conta das controvérsias) foi inspirada na capa do álbum Let It Be dos The Beatles.
Shout at the Devil chegou à 17ª colocação na Billboard 200. "Shout at the Devil", "Looks That Kill" e "Too Young to Fall in Love" foram lançadas como singles, e as duas últimas alcançaram as 54ª e 90ª posições respectivamente na Billboard Hot 100 em 1984, com "Shout at the Devil" chegando à 30ª colocação na Hot Mainstream Rock Tracks chart. Shout at the Devil foi certificado como platina quádrupla em 15 de maio de 1997.
Em 2017, foi eleito o 44º melhor álbum de metal de todos os tempos pela revista Rolling Stone.

## Faixas
1. "In the Beginning" (Geoff Workman, Nikki Sixx) – 1:13
2. "Shout at the Devil" (Sixx) – 3:16
3. "Looks That Kill" (Sixx) – 4:07
4. "Bastard" (Sixx) – 2:54
5. "God Bless the Children of the Beast" (Mick Mars) – 1:33
6. "Helter Skelter" (John Lennon, Paul McCartney) – 3:09
7. "Red Hot" (Mars, Vince Neil, Sixx) – 3:21
8. "Too Young to Fall in Love" (Sixx) – 3:34
9. "Knock 'Em Dead, Kid" (Neil, Sixx) – 3:40
10. "Ten Seconds to Love" (Neil, Sixx) – 4:17
11. "Danger" (Mars, Neil, Sixx) – 3:51

### Versão remasterizada de 2003
Faixas bônus do Shout at the Devil
1. "Shout at the Devil (demo)" (Sixx) – 3:18
2. "Looks That Kill (demo)" (Sixx) – 5:06
3. "Hotter Than Hell (demo)" (Sixx) – 2:49
4. "I Will Survive" (Mars, Sixx) – 3:19
5. "Too Young to Fall in Love (demo)" (Sixx) – 3:03

## Créditos
- Vince Neil - vocal
- Mick Mars - guitarra
- Nikki Sixx - baixo
- Tommy Lee - bateria
- Allister Fiend - Narrador
- Tom Werman - Produtor

## Tabelas
Álbum - Billboard (América do Norte)
| Ano  | Tabela            | Posição |
| ---- | ----------------- | ------- |
| 1983 | The Billboard 200 | 17      |

## Singles
- "Looks That Kill" / "Piece of Your Action" - 4 de Janeiro de 1984
- "Too Young to Fall in Love" / "Merry Go Round" - 30 de Abril de 1984